# Herminia innocens
Herminia innocens là một loài bướm đêm trong họ Noctuidae.